# Miko Hughes
Pour les articles homonymes, voir Hughes.
Miko Hughes est un acteur américain né le 22 février 1986 à Apple Valley en Californie (États-Unis). Enfant, il s'est fait connaître au cinéma, et dans les séries à succès des années 90, dans le rôle de David Patterson (le fils de Jake Hanson) dans Melrose Place, par exemple, ou encore Aaron Bailey dans La Fête à la maison. 

## Biographie
Miko Hughes est le fils de Mary Phelps et de John Hughes, technicien d'effets spéciaux pour le cinéma (à ne pas confondre avec le réalisateur John Hughes). Il a trois frères et sœurs, Mike, Mitch et Molly. Aujourd'hui, Il vit toujours dans sa ville natale d'Apple Valley. 
En dehors du cinéma et de la télévision, il est également connu comme DJ en Californie. 

### Carrière
Miko Hugues a débuté comme acteur alors qu'il avait deux ans, dans le film Simetierre. Avec ce premier rôle au cinéma, ainsi que son rôle dans Freddy sort de la nuit en 1994, les films d'horreurs marquent ses débuts. Mais son visage angélique l'amène surtout aux films familiaux, en jouant notamment dans Un flic à la maternelle auprès d'Arnold Schwarzenegger, ou par exemple dans Zeus et Roxanne.
Il a été ce que l’on nomme un enfant star à Hollywood, et il sera également au casting de films comme Apollo 13 en 1995, ou encore dans Code Mercury en 1998 au côté de Bruce Willis. 
Il est le plus jeune invité dans l'émission The Tonight Show. Il a 4 ans lorsqu'il est interviewé le 20 février 1991, sur ce célèbre plateau de télévision, par Johnny Carson.
Côté séries, c'est également enfant qu'il se fait connaître du grand public, notamment pour son rôle d'Aaron dans La Fête à la maison, ou encore celui de David Patterson (le fils de Jake Hanson) dans Melrose Place. 
Il n'apparaît plus au cinéma après ses 16 ans. Ce n'est qu'une fois adulte à 22 ans, en 2008, qu'il revient dans une comédie de Ben Stiller, Tonnerre sous les tropiques (après un petit rôle dans un court métrage en 2007, Thou Shalt Not).

## Filmographie

### Cinéma
- 1989 : Simetierre : Gage Creed
- 1990 : Un flic à la maternelle : Joseph
- 1994 : Freddy sort de la nuit : Dylan Porter
- 1995 : Apollo 13 : Jeffrey Lovell
- 1997 : Zeus et Roxanne : Jordan Barnett
- 1997 : Spawn : Zack
- 1998 : Code Mercury : Simon Lynch
- 1999 : Le Dernier vol (Fly Boy) : Ray
- 2001 : Magic Rock : Jesse
- 2002 : Top chronos : Young Dopler
- 2007 : Thou Shalt Not : L'enfant
- 2008 : Tonnerre sous les tropiques : le DJ de la radio
- 2011 : Remains : Jensen
- 2016 : Brody : Brody (la voix du chien)
- 2019 : The Untold Story : Jérémy

### Télévision
- 1990 : Unspeakable Acts : Chad Hershel
- 1992 : The Burden of Proof : Sam
- 1992 : L'Affaire Jerry Sherwood (Justice pour mon fils) : Robert Jurgens, enfant
- 1992 - 1994 : La Fête à la maison : Aaron
- 1993 : The Town That Santa Forgot : Young Jeremy Creek
- 1993 : Big Boys Don't Cry : Andy
- 1993 : Jack l'ours (Jack the Bear) : Dylan Leary
- 1994 : Sélection naturelle (Natural Selection) : Nick 'Nicky' Braden
- 1994 : Une nounou d'enfer (The Nany Named Fran) : Frank Bradley jr
- 1994 : Les Robberson enquêtent (Cops and Robbersons) : Billy Robberson
- 1994 : Life with Louie: A Christmas Surprise for Mrs. Stillman : Tommy Anderson (voix)
- 1995 : Deux mamans sur la route (Trail of Tears) : Ethan
- 1995-1998 : Life with Louie (en) : Tommy Anderson (voix)
- 1996 : The Story of Santa Claus : Clement (voix)
- 1998 : At the End of the Day: The Sue Rodriguez Story : Jesse Rodriguez
- 1998 : Alerte à Malibu (Saison 9 épisode 4 Surprises Hawaïennes) : Timmy Grayso
- 1999 : P'tits génies : Sly / Whit (voix)
- 1999 : Mort à petite dose (Lethal Vows) : Graham Farris
- 2000 : La Grotte sacrée (Escape to Grizzly Mountain) : Jimmy
- 2000 : Destins croisés : Max Bogart (saison 2, épisode 4, Père et impair)
- 2002 : Roswell : Nicholas Crawford
- 2003 : Boston Public : Peter
- 2005 : Dogg's Hamlet, Cahoot's Macbeth : Ghost / Gravedigger / Osiric
- 2006 : Surf School : Taz
- 2006 : Scrubs : l'étudiant en médecine (1 épisode)
- 2007 : Cavemen : Kyle
- 2014 : The New Adventures of Pink Girl and The Scone : Bastard Steel

## Distinctions

### Récompenses
- 1991 : Young Artist Awards de la meilleure jeune distribution dans une comédie d'action pour Un flic à la maternelle (1990) partagé avec Joseph Cousins, Christian Cousins, Justin Page, Peter Rakow, Sarah Rose Karr, Marissa Rosen, Ben Diskin, Tameka Runnels, Emily Ann Lloyd et Tina Panella-Hart.
- 1999 : Young Artist Awards de la meilleure performance pour un jeune acteur dans un rôle principal dans un drame d'action pour Code Mercury (1998).
- 2002 : Young Artist Awards de la meilleure performance pour un jeune acteur dans un second rôle dans une série télévisée dramatique pour Roswell (2002).

### Nominations
- 1990 : Young Artist Awards de la meilleure performance pour un acteur dans un drame d'horreur pour Simetierre (1990).
- 1994 : Fangoria Chainsaw Awards du meilleur jeune acteur dans un drame d'horreur pour Freddy sort de la nuit (1995).
- 21e cérémonie des Saturn Awards 1995 : Meilleur(e) jeune acteur ou actrice dans un drame d'horreur pour Freddy sort de la nuit (1995).
- 2004 : Young Artist Awards de la meilleure performance pour un jeune acteur invité dans une série télévisée dramatique pour Boston Public (2003).